# Льопа Єва Олегівна
Єва Льопа (нар. 22 лютого 2006 року) — українська співачка, учасниця 4 сезону шоу «Голос. Діти».

## Біографія
Єва Олегівна Льопа, народилася 22 лютого 2006 року у місті Кременчук, Полтавської області. Навчалася у Загальноосвітньой школі № 16 (Кременчук)|Кременчуцькій ЗОШ І-ІІІ ступенів № 16, ]].
За словами дівчини, вона співає з 4 років. Ходить на заняття з хіп-хопу, захоплюється акторською майстерністю. Єва займається вокалом в рідному місті Кременчуці, а з 2015 року стала їздити по вихідним на заняття в «KATAPULTA CREATIVE TEAM» — творчий простір у місті Києві. Дівчина виступає на різних звітних концертах і міських святах. Перебувала у складі кременчуцької шоу-групи «Люстерко».
Єва дуже любить плавання і займається цим видом спорту. Вільний час їй подобається проводити з сім'єю і друзями, а ще — ходити в кіно, малювати, ліпити, проводити різні експерименти, кататися на гіроскутері, велосипеді і самокаті. Заповітна мрія — щоб її сім'я жила дуже довго! Хотіла б виступити разом з Поліною Гагаріною і Дімою Біланом.

Коли Єва була зовсім маленькою, їй дуже хотілося ходити в дитячий садок самій, без мами: 
|                                       | Мені здавалося, що тоді всі навколо будуть думати, що я доросла! І ось щоранку мама йшла слідом за мною, ховаючись то за деревом, то за рогом будинку, проводжала до самих дверей групи, а я, не здогадуючись про це, думала, що ходжу одна! Це одна з найбільш кумедних історій мого дитинства! Оригінальний текст (рос.) Мне казалось, что тогда все окружающие будут думать, что я взрослая! И вот каждое утро мама шла следом за мной, прячась то за деревом, то за углом дома, провожала до самой двери группы, а я, не догадываясь об этом, думала, что хожу одна! Это одна из самых забавных историй моего детства! |
| — Інтерв'ю для сайту newwavejunior.eu | |

Єва мріє побувати в Індії та в СРСР:
|                                       | Мені складно повірити, що ніяких комп'ютерів, супутникового телебачення, флешок, приставок, мобільних телефонів і гамбургерів просто не існувало! Оригінальний текст (рос.) Мне сложно поверить, что никаких компьютеров, спутникового телевидения, флэшек, приставок, мобильных телефонов и гамбургеров просто не существовало! |
| — Інтерв'ю для сайту newwavejunior.eu | |

Завжди мріяла стати зіркою, тому прагла перемагати у конкурсах.

### Участь у конкурсах та нагороди
Єва Льопа переможець і учасник багатьох музичних конкурсів і проектів:
- «Сонце за нас» (2015, Україна)
- «Вокал стар» (2015)
- «Феєрія зірок» (2016, Україна)
- «Поколение Next» (2016, Росія)
- «Детская Новая волна» (2017, Росія)
- «Голос. Діти» (2017, Україна)
- «Berliner Perle» (2017, Німеччина)
- «Підкори сцену» (2018, Україна)
- «Яскраві діти України» (2018, Україна) — призерка обласного етапу[4]
- «Зорныя кветкі» (2018, Білорусь) — перемога[5]
- «Детская Новая волна» (2018, Росія) — перемога[6]

Дівчина брала участь у відборі на конкурс «Дитяча Нова Хвиля 2017» (Росія), проте до фіналу не дійшла. У півфіналі виступала під номером 88 та виконала декілька пісень різними мовами.
27 січня 2018 року кременчужанка Єва Льопа стала призеркою обласного етапу конкурсу «Яскраві діти України», який проходив у Полтаві. Єва разом з оркестром виконала пісню Катерини Комар «Змінити все» і справила велике враження на журі конкурсу в складі якого були: Тарас Петриненко, Юрій Рибчинський, Ніна Матвієнко, Руслан Квінта та Віра Кекелія. Кременчужанка стала другою в одній із трьох категорій.
9 червня 2018 року Єва Льопа стала найкращою співачкою за версією Першої дитячої премії Bashka Kids Awards.

## «Голос. Діти» 4 сезон
Єва Льопа стала яскравою учасницею зіркового шоу. Дівчинка захотіла потрапити на «Голос. Діти» після перемоги учасниці 2 сезону конкурсу Насті Багінської. Настя стала для Єви справжнім кумиром. Єва почала активно готуватися до участі в проекті і брала уроки вокалу в одній із столичних шкіл. Виявилося, що Настя теж там навчається. Дівчатка подружилися і тепер стали найкращими подругами. На сліпих прослуховуваннях в 3 випуску 4 сезону шоу «Голос. Діти» Єва виконала пісню «Не забувай» співачки Євгенії Власової і потрапила до команди Наді та Позитива.

До початку виступу, Єва зізналася журналістам:
|  | Я прийшла на цей проект, щоб стати такою ж популярною, як Настя. Щоб зі мною фотографувалися не як з її подружкою, а як із зіркою Євою Льопою. Я хочу теж, щоб зі мною в школі всі дружили і в інтернеті шукали мій номер телефону. Оригінальний текст (рос.) Я пришла на этот проект, чтобы стать такой же популярной, как Настя. Чтобы со мной фотографировались не как с её подружкой, а как со звездой Евой Лёпой. Я хочу тоже, чтобы со мной в школе все дружили и в интернете искали мой номер телефона. |

У 5 ефірі 4 сезону Голос. Діти. Єва Льопа виступала разом з Поліною Пільх та Олександром Гуком. Тріо виконало пісню «У долі своя весна» Софії Ротару. Тренери Позитив та Надія не обрали дівчат до участі у прямих ефірах.

## «Дитяча Нова хвиля 2018»
1 червня 2018 року стало відомо хто переміг у конкурсі. На офіційному сайті міжнародного конкурсу «Детская Новая Волна 2018» було оприлюднено список переможців. 1 місце посіла Єва Льопа. Згідно з умовами конкурсу, Єва отримає можливість зняти кліп на свою музичну композицію.